# Hans-Rüdiger Etzold
Hans-Rüdiger Etzold også kaldet "Etze" (født 26. februar 1940 på Norderney) er en tysk fagjournalist og fagbogsforfatter.

## Liv
Efter at have læst til automekaniker i Hamburg var Etzold i praktik på tidsskriftet Automobilwirtschaft.
I 1968 flyttede han til biltidsskriftet gute fahrt i Stuttgart. Her var han chefredaktør og deltog ligeledes i udviklingen af de første tyske Buggies, som blev solgt gennem Karmann i Osnabrück under modelnavnet Karmann-GF (GF = Gute Fahrt).
Efter at det femte bind i hans bogserie So wird's gemacht var udkommet, blev Etzold i 1976 selvstændig og har siden hen arbejdet som selvstændig forfatter.
Ud over værkstedshåndbøger til biler og knallerter har Etzold ligeledes skrevet en Volkswagen Type 1-kronik i fire bind, været med at skrive bogen om den første Volkswagen Golf GTI samt en dokumentation på flere bind om Auto Union/Audi AG under titlen Im Zeichen der vier Ringe.